# Segretario di Stato per l'India

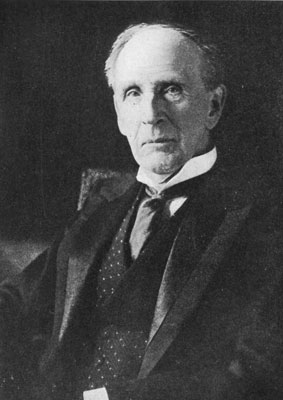
John Morley, I visconte Morley di Blackburn, segretario di Stato per l'India dal 1905 al 1910 e nuovamente dal 1911 al 1915.

Il segretario di Stato per l'India, o segretario d'India, fu il ministro del gabinetto del governo britannico responsabile del governo dell'India e della direzione della politica nella colonia. L'incarico cessò nel 1947 in concomitanza con l'indipendenza indiana.

## Storia
L'incarico venne creato nel 1858 quando terminò il governo della Compagnia delle Indie Orientali in India e iniziò il governo britannico diretto sotto l'amministrazione di Londra (chiamato anche British Raj).
Nel 1935, a seguito del Government of India Act emesso lo stesso anno, venne creato un nuovo incarico per la Birmania in preparazione a stabilire in Birmania una nuova colonia separata, ma la segreteria di stato venne mantenuta dallo stesso segretario di stato indiano che ottenne quindi l'appellativo di "segretario di Stato per l'India e la Birmania". Entrambe le competenze vennero abolite nel 1947 quando l'India ottenne la propria indipendenza.

## Segretari di Stato per l'India, 1858-1937
Prima della fondazione del British Raj il 2 agosto 1858, Lord Stanley aveva prestato servizio come President of the Board of Control.
| Nome | Nome                                                                         | Immagine | Inizio incarico  | Termine incarico | Partito politico |
| ---- | ---------------------------------------------------------------------------- | -------- | ---------------- | ---------------- | ---------------- |
|      | Edward Stanley, XV conte di Derby                                            |          | 2 agosto 1858    | 11 giugno 1859   | Conservatore     |
|      | Sir Charles Wood, baronetto                                                  |          | 18 giugno 1859   | 16 febbraio 1866 | Liberale         |
|      | George Robinson, I marchese di Ripon                                         |          | 16 febbraio 1866 | 26 giugno 1866   | Liberale         |
|      | Robert Gascoyne-Cecil, III marchese di Salisbury                             |          | 6 luglio 1866    | 8 marzo 1867     | Conservatore     |
|      | Stafford Northcote, I conte di Iddesleigh                                    |          | 8 marzo 1867     | 1º dicembre 1868 | Conservatore     |
|      | George Campbell, VIII duca di Argyll                                         |          | 9 dicembre 1868  | 17 febbraio 1874 | Liberale         |
|      | Robert Gascoyne-Cecil, III marchese di Salisbury                             |          | 21 febbraio 1874 | 2 aprile 1878    | Conservatore     |
|      | Gathorne Gathorne-Hardy, I conte di Cranbrook                                |          | 2 aprile 1878    | 21 aprile 1880   | Conservatore     |
|      | Spencer Cavendish, VIII duca di Devonshire                                   |          | 28 aprile 1880   | 16 dicembre 1882 | Liberale         |
|      | John Wodehouse, I conte di Kimberley                                         |          | 16 dicembre 1882 | 9 giugno 1885    | Liberale         |
|      | Lord Randolph Churchill                                                      |          | 24 giugno 1885   | 28 gennaio 1886  | Conservatore     |
|      | John Wodehouse, I conte di Kimberley                                         |          | 6 febbraio 1886  | 20 luglio 1886   | Liberale         |
|      | Sir R. A. Cross (visconte Cross dal 19 agosto 1886)                          |          | 3 agosto 1886    | 11 agosto 1892   | Conservatore     |
|      | John Wodehouse, I conte di Kimberley                                         |          | 18 agosto 1892   | 10 marzo 1894    | Liberale         |
|      | Henry Fowler                                                                 |          | 10 marzo 1894    | 21 giugno 1895   | Liberale         |
|      | Lord George Hamilton                                                         |          | 4 luglio 1895    | 9 ottobre 1903   | Conservatore     |
|      | Hon. St John Brodrick                                                        |          | 9 ottobre 1903   | 4 dicembre 1905  | Conservatore     |
|      | John Morley (visconte Morley di Blackburn dal 1908)                          |          | 10 dicembre 1905 | 3 novembre 1910  | Liberale         |
|      | Robert Crewe-Milnes, I marchese di Crewe                                     |          | 3 novembre 1910  | 7 marzo 1911     | Liberale         |
|      | John Morley, I visconte Morley di Blackburn                                  |          | 7 marzo 1911     | 25 maggio 1911   | Liberale         |
|      | Robert Crewe-Milnes, I marchese di Crewe (marchese di Crewe dal luglio 1911) |          | 25 maggio 1911   | 25 maggio 1915   | Liberale         |
|      | Austen Chamberlain                                                           |          | 25 maggio 1915   | 17 luglio 1917   | Conservatore     |
|      | Hon. Edwin Samuel Montagu                                                    |          | 17 luglio 1917   | 19 marzo 1922    | Liberale         |
|      | William Peel, I conte Peel                                                   |          | 19 marzo 1922    | 22 gennaio 1924  | Conservatore     |
|      | Sydney Olivier, I barone Olivier                                             |          | 22 gennaio 1924  | 3 novembre 1924  | Laburista        |
|      | Frederick Edward Smith, I conte di Birkenhead                                |          | 6 novembre 1924  | 18 ottobre 1928  | Conservatore     |
|      | William Peel, I conte Peel                                                   |          | 18 ottobre 1928  | 4 giugno 1929    | Conservatore     |
|      | William Wedgwood Benn, I visconte Stansgate                                  |          | 7 giugno 1929    | 24 agosto 1931   | Laburista        |
|      | Sir Samuel Hoare                                                             |          | 25 agosto 1931   | 7 giugno 1935    | Conservatore     |
|      | Lawrence Dundas, II marchese di Zetland                                      |          | 7 giugno 1935    | 28 maggio 1937   | Conservatore     |

## Segretari di Stato per India e la Birmania, 1937-1947
| Nome | Nome                                    | Immagine | Inizio incarico | Fine incarico  | Partito politico |
| ---- | --------------------------------------- | -------- | --------------- | -------------- | ---------------- |
|      | Lawrence Dundas, II marchese di Zetland |          | 28 maggio 1937  | 13 maggio 1940 | Conservatore     |
|      | Leo Amery                               |          | 13 maggio 1940  | 26 luglio 1945 | Conservatore     |
|      | Lord Pethick-Lawrence                   |          | 3 agosto 1945   | 17 aprile 1947 | Laburista        |
|      | William Hare, V conte di Listowel       |          | 17 aprile 1947  | 14 agosto 1947 | Laburista        |

## Segretari di Stato per la Birmania, 1947-1948
| Nome | Nome                              | Immagine | Inizio incarico | Fine incarico  | Partito politico |
| ---- | --------------------------------- | -------- | --------------- | -------------- | ---------------- |
|      | William Hare, V conte di Listowel |          | 14 agosto 1947  | 4 gennaio 1948 | Laburista        |